# Протопопов, Борис Викторович
Бори́с Ви́кторович Протопо́пов (4 ноября 1901, Рутка, Козьмодемьянский уезд, Казанская губерния, Российская империя — 9 августа 1982, Нижний Новгород, РСФСР, СССР) — советский учёный-офтальмолог, доктор медицинских наук, профессор. Заведующий кафедрой глазных болезней Горьковского медицинского института (1950—1974). Заслуженный деятель науки РСФСР (1966). Участник Великой Отечественной войны, подполковник медицинской службы.

## Биография
Родился 4 ноября 1901 года в деревне Рутка ныне Горномарийского района Марий Эл в семье известного земского врача, Героя Труда В. А. Протопопова.
Окончил гимназию в Казани, в 1925 году — медицинский факультет Казанского университета.
По окончании университета с ноября 1925 года служил в рядах Красной армии, военный врач.
Затем до апреля 1929 года работал ординатором глазной клиники при Казанском университете.
В 1931—1941 годах — преподаватель кафедры глазных болезней Горьковского медицинского института.
В 1941 году призван в РККА. Участник Великой Отечественной войны: в 1941—1944 годах — начальник глазного отделения эвакогоспиталя, майор медицинской службы. С военно-медицинской службы уволен в декабре 1961 года в звании подполковника медицинской службы.
С 1 ноября 1945 года назначен руководителем Казанского трахоматозного центра.
В 1950—1974 годах — заведующий кафедрой глазных болезней Горьковского медицинского института, профессор. Был Главой Всесоюзной координационной комиссии по борьбе с глаукомой.
Занимался общественной и депутатской деятельностью, состоял членом Секции научных работников.
Умер 9 августа 1982 года в Нижнем Новгороде, похоронен на городском Бугровском (Красном) кладбище.

## Научно-педагогическая деятельность
В 1949 году защитил докторскую диссертацию, присвоена учёная степень доктора медицинских наук.
Является автором более 100 работ, в том числе нескольких монографий: «Биохимия глаза», «Трахома», «Бельмо на глазу».
Был активным участником работ по ликвидации трахомы среди населения Марийской автономной области. Успешно вёл борьбу с трахомой в Средней Азии и перенёс опыт своей работы на нижегородскую землю. Широко известен как автор и разработчик микрохирургических операций при глаукоме (склеренклейзис).
Под его руководством в Горьковском медицинском институте защищено 3 докторских и 9 кандидатских диссертаций.
За вклад в развитие науки в 1966 году ему присвоено почётное звание «Заслуженный деятель науки РСФСР». Награждён орденами Трудового Красного Знамени, «Знак Почёта» (дважды), медалями, несколькими нагрудными знаками отличия, многими почётными и благодарственными грамотами.

## Основные научные труды
Далее представлен список основных научных работ профессора Б. В. Протопопова:
- Трахома / Проф. Б. В. Протопопов; Горьк. обл. трахоматоз. диспансер. — Горький: Кн. изд-во, 1956. — 26 с.: ил.; 20 см.
- Профилактика и оказание первой помощи при сельскохозяйственном травматизме глаз / Проф. Б. В. Протопопов, канд. мед. наук Н. Л. Маланова. —Горький: Горьк. обл. дом сан. просвещения и глазная клиника ГМИ, 1957. — 15 с.; 20 см. — (В помощь сельскому участковому медработнику).
- Бельмо на глазу. — М.: Профиздат, 1960. — 96 с.
- Клиника глазных болезней (Горький). Сборник работ Клиники глазных болезней / Под ред. проф. Б. В. Протопопова; Горьк. гос. мед. ин-т им. С. М. Кирова. — Горький: Б. и., 1960. — 188 с., 1 л. схем.; 21 см.

## Признание
- Заслуженный деятель науки РСФСР (1966)[1][7]
- Орден Трудового Красного Знамени (1954)[1][7]
- Орден «Знак Почёта» (1945, 1951)[1][7]
- Медаль «За победу над Германией в Великой Отечественной войне 1941—1945 гг.»[10]
- Медаль «За доблестный труд в Великой Отечественной войне 1941—1945 гг.» (1946)[1][7]
- Медаль «За доблестный труд. В ознаменование 100-летия со дня рождения Владимира Ильича Ленина» (1970)[7]

## Память
Фотодокументальные материалы из личного архива доктора медицинских наук, профессора Б. В. Протопопова ныне хранятся в Центральном архиве Нижегородской области.